# إذاعة كل الهند

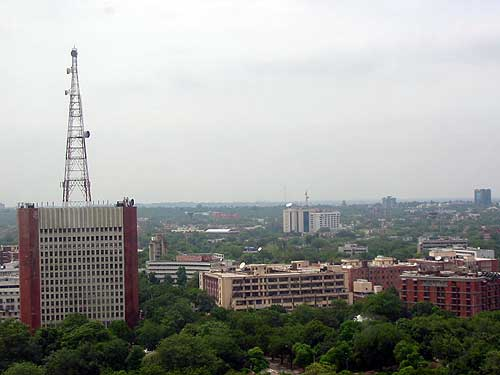
مقر إذاعة كل الهند في نيودلهي

إذاعة كل الهند (AIR)، المعروف رسميا منذ عام 1956 هي الإذاعة العامة الوطنية في الهند ومقاطعة باسار بهاراتي تحديدا. أنشئت في عام 1930،  وهي خدمة شقيقة لمحطة تلفزيون دوردارشان، وإذاعة التلفزيون العام الهندي. وقد غطت الإذاعة أكثر من 99٪ من سكان الهند وفقا لأحدث المعلومات التي قدمها وزير الإعلام والبث. إذاعة كل الهند هي أكبر شبكة لاسلكية في العالم. ويوجد مقرها في أكشفاني بهافان في نيودلهي. أكشفاني بهافان يضم قسم الدراما، وقسم الFM والخدمة الوطنية. أكشفاني بهافان ويوجد أيضا محطة تلفزيون دوردارشانأكشفاني بهافان (دلهي).